# Monte Kita
O Monte Kita (em japonês: 北岳, Kita-dake) é a uma montanha na ilha de Honshu e uma das 100 montanhas célebres do Japão, com uma altitude de 3193 m e proeminência topográfica de 2239 m. Pertence às Montanhas de Akaishi, também conhecidos como "Alpes do Sul" (南アルプス Minami-Arupusu)., sendo a segunda montanha mais alta do Japão, só ultrapassada pelo monte Fuji. É também chamado "chefe dos Alpes do Sul". Integra o município de Minami-arupusu, na prefeitura de Yamanashi. 
A área montanhosa em redor do Kita-dake é uma das mais populares no Japão para escalada.

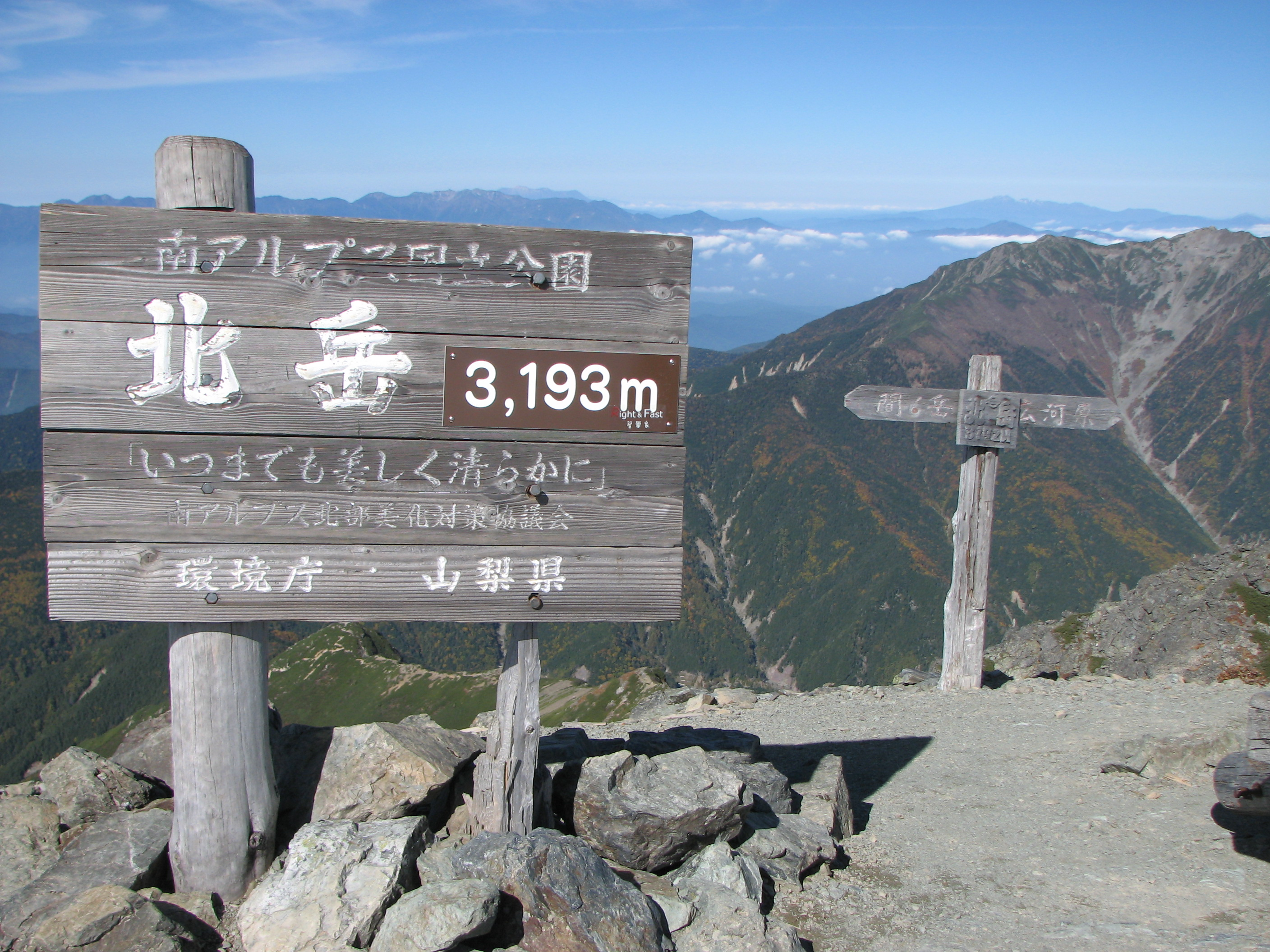
Sinal que indica a altitude do monte Kita